# Марк Венс
Марк Венс (нід. Mark Veens, 26 червня 1978) — нідерландський плавець.
Призер Олімпійських Ігор 2004 року, учасник 1996, 2000 років.
Призер Чемпіонату світу з водних видів спорту 2001 року.
Призер Чемпіонату світу з плавання на короткій воді 1999 року.
Чемпіон Європи з водних видів спорту 1999 року, призер 1997 року.
Чемпіон Європи з плавання на короткій воді 1998, 2002, 2003, 2005 років, призер 2004 року.